# Polomené hory
Polomené hory är en bergskedja i Tjeckien.   Den ligger i regionen Liberec, i den centrala delen av landet, 50 km norr om huvudstaden Prag.